# Calamothespis
Calamothespis es un género de mantis de la familia Toxoderidae.

## Especies
Tiene las siguientes especies:
- Calamothespis adusta
- Calamothespis condamini
- Calamothespis lineatipennis
- Calamothespis oxyops
- Calamothespis rourei
- Calamothespis subcornuta
- Calamothespis taylori
- Calamothespis vuattouxi

- Datos: Q5018458
- Especies: Calamothespis